# 市川市蔵 (3代目)
三代目 市川市蔵（さんだいめ いちかわいちぞう、1833年（天保4年） - 1865年（慶応元年）3月2日）は、幕末期の上方の歌舞伎役者。俳名蝶升、屋号播磨屋。紋、三升。
幕末期から明治にかけての上方劇壇の名優二代目尾上多見蔵の二男として生まれる。初めは尾上市蔵と名乗っていたが、母方の祖父三代目市川蝦十郎に因み、名字を市川と改め、三代目市蔵の名跡を継承する形で、1837年（天保8年）に兄とともに大阪座摩の宮芝居で初舞台を踏む。その後は父と共に上方、江戸の舞台で活躍する。大柄な体格で容姿に恵まれ、八代目市川團十郎に似ているので人気があった。実事、立役、敵役、女形など演技の幅も広かったが夭折した。
1857年（安政4年）の江戸森田座の舞台で天竺徳兵衛に扮して上演中、徳兵衛が実父を介錯する件で、父を殺害するは非道と激高した武士数名が舞台に上がり市蔵に切りつけ、市蔵は辛うじて逃げたが止めに入った舞台番が斬殺されるトラブルが起こった。別説では肥後新田藩の家臣桜井某一人の凶行ともされる。その後、奉行所から舞台での刀の使用が厳禁されたが、このことがかえって評判となったとのエピソードが残されている。